# Текстура осадових порід

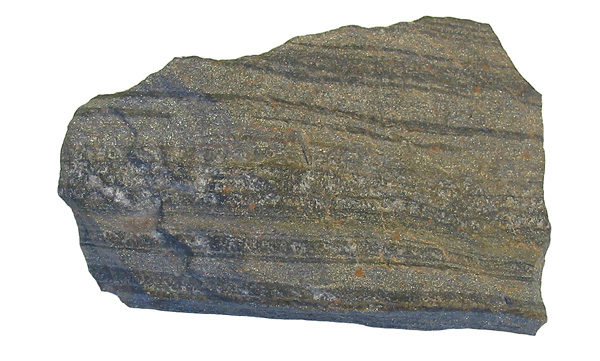
.

Текстура осадових порід – різновид текстури гірських порід.

## Різновиди
ТЕКСТУРА ОСАДОВИХ ПОРІД АБІОГЕННА – як правило, внутрішньопластова текстура, яка виникає внаслідок періодичного осадження кластичного матеріалу або випадіння хімічних компонентів у результаті нерівномірної динаміки водного або повітряного середовища, а також під впливом інших чинників, що впливають на неущільнені осади. Таким чином формується шаруватість, мулисті текстури і текстури підводного зсуву осадів (сингенетичні деформації). Різні абіогенні текстури можуть виникати і пізніше – в періоди діагенезу, метаморфізму та при вивітрюванні.
ТЕКСТУРА ОСАДОВИХ ПОРІД АЛЕВРИТО-ПЕЛІТОВА – властива дрібноуламковим осадовим породам, що складаються з тонких прошарків з алевритовою та пелітовою структурою, що чергуються між собою.
ТЕКСТУРА ОСАДОВИХ ПОРІД БІОГЕННА – утворюється в результаті життєдіяльності різних організмів.
ТЕКСТУРА ОСАДОВИХ ПОРІД БІОГЕННА ВНУТРІШНЬОПЛАСТОВА – зустрічається в гірських породах (піскових, алевритових, глинистих, карбонатних), походження яких пов’язане з життєдіяльністю різних організмів або рослин у період формування осадів. Сліди життєдіяльності організмів у викопному вигляді виявляється в порушенні первинної шаруватості організмами, що зариваються у мул або переробляють його (ракоподібними, хробаками, молюсками, брахіоподами та ін.), а також в утворенні різних плям, нірок, трубок, фукоїдів, розташованих перпендикулярно або під кутом до поверхонь нашарування. Нірки і трубки заповнені осадом, переробленим кишечником тварин, або заново відкладеним осадом, який надійшов зверху. Рослини часто утворюють канали, які також заповнені осадом.
ТЕКСТУРА ОСАДОВИХ ПОРІД БІФ [від  англ. beef – м’ясо] – жилоподібні та волокнисті утворення з неясно вираженою, а іноді прихованою фунтиковою текстурою, які складаються з щільних паралельно-волокнистих кальцитових кірок, що за зовнішнім виглядом нагадують деревину або м’язову тканину, у яких волокна розташовані перпендикулярно поверхні кірки.
ТЕКСТУРА ОСАДОВИХ ПОРІД БУДИНОВАНА – текстура розвальцювання, в т.ч. “осадовий будинаж” (Mc Grossan, 1958). Утворюється або внаслідок розривів, пов’язаних з тектонічними зміщеннями, або внаслідок відкладення і діагенезу при нерівномірному ущільненні різних за складом осадів (напр., в глинах з вапняковими прошарками); при цьому карбонатні прошарки можуть бути розсунуті боковими рухами пластичних шарів (глинистих) під впливом їх поступового ущільнення. Для будинованої мікротекстури глин характерні видовжені ділянки, які обмежені паралельними тріщинами; в самих ділянках спостерігаються напівкруглі тріщини, які з’єднані з двома основними (Urbain, 1937).
ТЕКСТУРА ОСАДОВИХ ПОРІД ВАКУОЛЯРНА – пориста текстура прісноводних вапняків або травертинів. Характерна великою кількістю трубчастих пустот діаметром до дек. мм і довжиною до дек. см, які утворилися від розкладу рослинних залишків. На зломі спостерігаються червоподібні ходи, які іноді вкриті вохристою речовиною. Син. – трубчаста (червоподібна, сколітова) текстура осадових порід. 
ТЕКСТУРА ОСАДОВИХ ПОРІД ЗЛИВНА – текстура осадових порід, в яких макроскопічно зерна і цемент не розрізняються. Приклади: нешаруваті кварцитові пісковики, вогнетривкі аргіліти, деякі боксити.
ТЕКСТУРА ОСАДОВИХ ПОРІД ЗОНАЛЬНА – текстура, для якої характерна наявність у гірській породі зон, які відрізняються одна від одної кольором, складом або структурою. Ці зони можуть бути розташовані паралельно або концентрично. Різновиди – стрічкова та смугаста текстура.
ТЕКСТУРА ОСАДОВИХ ПОРІД ІХНІТОВА – сліди давніх тварин на осадовій породі.
ТЕКСТУРА ОСАДОВИХ ПОРІД КОНКРЕЦІЙНА (ЖОВНОВА) – характеризується великою кількістю щільних глинистих утворень овальної форми. Імовірно виникла при діагенезі в результаті перегрупування і перекристалізації глинистих та супутніх мінералів.
ТЕКСТУРА ОСАДОВИХ ПОРІД “КОНУС В КОНУС” – Див. конус в конус текстура.
ТЕКСТУРА ОСАДОВИХ ПОРІД КОНЦЕНТРИЧНА – характерна наявністю у гірських породах ділянок, що мають форму сферичних оболонок, вкладених одна в одну.
ТЕКСТУРА ОСАДОВИХ ПОРІД ЛИСТОВА – текстура, характерна наявністю тонкої шаруватості з товщиною шарів у частки мм, може розщеплятися на листочки.
ТЕКСТУРА ОСАДОВИХ ПОРІД МАКОВА – конкреційна текстура з розміром окремих стяжінь, що дорівнює розміру макових зерен. 
ТЕКСТУРА ОСАДОВИХ ПОРІД МАСИВНА – характеризується хаотичним розташуванням складових частин гірських порід, без всякого орієнтування по відношенню да якогось напрямку, площини або центра. Характерна для масивних порід. Син. – неорієнтована текстура, нешарувата текстура.
ТЕКСТУРА ОСАДОВИХ ПОРІД НАТІЧНА – характеризується шкаралупчастою або шаруватою будовою. Зустрічається в сталагмітах, сталактитах, різних натічних утвореннях, кірках, сферичних аґреґатах, травертинах, вапнякових туфах тощо. Виникає при випадінні з розчинів підземних вод кальцію, кремнезему, залізистих та ін. сполук. 
ТЕКСТУРА ОСАДОВИХ ПОРІД ПЛЯМИСТА – характеризується наявністю в гірських породах плям, які відрізняються від основної маси породи мінералогічним та ґранулометричним складом, кольором, іншими фізичними та хімічними властивостями (твердістю, стійкістю при вивітрюванні тощо). Див. Текстура осадових порід плямиста. 
ТЕКСТУРА ОСАДОВИХ ПОРІД СІТЧАСТА – текстура, яка характеризується наявністю сіткоподібного упорядкування мінеральних, органічних та ін. компонентів осадових порід. Див. Текстура осадових порід сітчаста.
ТЕКСТУРА ОСАДОВИХ ПОРІД СЛАНЦЕВА – текстура, для якої характерне утворення в процесі динамометаморфізму площин сланцюватості по яких осадова порода може розшаровуватися на листочки, пластинки або плитки. Цей процес супроводжується перекристалізацією осаду з виникненням нових паралельних шарів, орієнтування яких може бути відмінним від первинного. Текстура зустрічається у глинистих, алеврито-піщано-глинистих породах.
ТЕКСТУРА ОСАДОВИХ ПОРІД СПЛУТАНА – текстура, що характеризується безсистемним розташуванням лускуватих аґреґатів глинистих матеріалів один відносно одного та відносно більших утворень осадових порід. Див. текстура осадових порід узорчаста.
ТЕКСТУРА ОСАДОВИХ ПОРІД СТИЛОЛІТОВА – текстура характерна наявністю стовпчастих, циліндричних та призматичних виступів одного шару осадів, які пронизують інший шар. Виступи (стилоліти) виникають у вапняках, доломітах, мергелях, рідше – в сланцях, кварцитах, пісковиках, аргілітах. Син. – текстура осадових порід стовпчаста. 
ТЕКСТУРА ОСАДОВИХ ПОРІД СТРІЧКОВА – текстура у якій спостерігається чергування тонких паралельних шарів, які відрізняються складом, забарвленням та іншими ознаками. Характерна для стрічкових глин.
ТЕКСТУРА ОСАДОВИХ ПОРІД УЗОРЧАСТА – текстура прісноводних та морських глин. Складається з компонентів, які мають уповільнену коагуляцію. Більш крупні зурна-включення порушують орієнтування дрібних зерен в результаті чого створюється картина узорчастості. При великій кількості крупних зерен узорчаста текстура переходить у сплутану. Син. – тканинна текстура.
ТЕКСТУРА ОСАДОВИХ ПОРІД ХАОТИЧНА (НЕВПОРЯДКОВАНА) – те ж саме, що й масивна текстура.
ТЕКСТУРА ОСАДОВИХ ПОРІД ЧАРУНКОВА – ніздрювата текстура гірських порід з великою кількістю пустот, різноманітних за формою і розміром.
ТЕКСТУРА ОСАДОВИХ ПОРІД ЧЕРЕПИЧНА – текстура характерна накладенням одна на одну сплощеної гальки. Утворюється у водних потоках рік та на пляжах морів та озер. Син. – текстура імбрикаційна. 
ТЕКСТУРА ОСАДОВИХ ПОРІД ШАРУВАТА – характерна наявністю шарів, що чергуються. Окремі шари відрізняються складом, крупністю частинок, кольором та ін. особливостями. Див. Текстура осадових порід шарувата.